# Breakfast at Tiffany's (låt)
Breakfast at Tiffany's är en sång skriven av Todd Pipes och framförd av rockbandet Deep Blue Something på deras album Home från år 1995. Låten släpptes som singel och blev bandets största hit.
Sången handlar om en man som är nära att göra slut med sin flickvän, eftersom de inte har någonting gemensamt. Han vill egentligen inte göra slut med henne, så han blir desperat och börjar leta efter något de har gemensamt. Plötsligt minns han att de båda gillar filmen Frukost på Tiffany's och försöker övertala henne att detta är grund nog för dem att börja reda ut alla problem i sitt förhållande.
Sången var inspirerad av filmen Prinsessa på vift, men Todd Pipes blev inte nöjd med den första versionen av sången. Därför ändrade han texten så att den handlade om Frukost på Tiffany's istället.